# Kerk van de Goddelijke Voorzienigheid (Warschau)
De Kerk van de Goddelijke Voorzienigheid (Pools: Świątynia Opatrzności Bożej) in de Poolse hoofdstad Warschau is een katholieke kerk in aanbouw. De kerk in het stadsdeel Wilanów is uit dank voor de vrijheid en soevereiniteit van het land bestemd om een nationaal heiligdom te worden. In de crypte bevindt zich het pantheon van belangrijke personen uit de Poolse geschiedenis met graven van Jan Twardowski, Zdzisław Peszkowski, Krzysztof Skubiszewski, Ryszard Kaczorowski, Józef Joniec, Zdzisław Król en Andrzej Kwaśnik alsmede gedenkplekken voor paus Johannes Paulus II en Jerzy Popiełuszko. Het voornemen om een aan de Goddelijke Voorzienigheid gewijde kerk te bouwen gaat tot 200 jaar terug.

## Geschiedenis
Op 5 mei 1791 besloot het parlement van het Koninkrijk Polen tot de bouw van de Kerk van de Goddelijke Voorzienigheid, als uiting van dankbaarheid voor de totstandkoming van de Poolse grondwet op 3 mei aan de "hoogste Heerser over het lot der naties". Conform de ideeën van de Verlichting zou het gebouw oorspronkelijk een wereldse bestemming krijgen. De bouw van een classicistische tempel in de vorm van een Grieks kruis naar het plan van de architect Jakub Kubicki kwam wegens de deling van Polen door Pruisen, Rusland en Oostenrijk echter niet van de grond. Slechts een fragment van de bouw kwam daadwerkelijk tot stand en is tegenwoordig op het terrein van de Bontanische Tuinen te zien.   
Na de oprichting van de Tweede Poolse Republiek in 1918 werd op 17 maart 1921 per decreet besloten het plan weer op te pakken. De staat zou de kosten van de bouw dragen dat eveneens voorzag in een fonds voor het opdragen van missen voor het Vaderland en voor de zielen van alle Polen die voor het land waren gestorven. Het benodigde budget van 15 miljoen złoty's bleek echter de financiële draagdracht van de jonge staat te overtreffen, met name door de inflatie. Later, in de jaren 1930, werd een verkiezing uitgeschreven voor een nieuw project. Het winnende ontwerp van de architect Bohdan Pniewski werd gepland op het Mokotów veld. De startdatum van de bouw werd echter voortdurend uitgesteld en van uitstel kwam in 1939 afstel toen de Tweede Wereldoorlog uitbrak.
Na de Tweede Wereldoorlog maakte het communistische regime de hervatting van de bouw onmogelijk. Maar met de val het regime in 1989 gloorde er weer hoop voor het project: kardinaal Józef Glemp liet het plan om de kerk te bouwen herleven en op 23 oktober 1998 werd in het parlement het besluit uit 1791 opnieuw aangenomen. De resolutie luidde: "De Sejm van de Derde Poolse Republiek is van mening dat de geloften van de Poolse natie van 200 jaar geleden zouden moeten worden nagekomen. De nationale schrijn zou een votiefkerk van de natie voor de grondwet van 3 mei, de herwonnen onafhankelijkheid in 1989, voor het 20-jarig jubileum van het pontificaat van paus Johannes Paulus II en het 2000-jarig Christendom moeten worden. De paus ondersteunde het plan ruimhartig en tijdens zijn pelgrimstocht naar Polen in 1999 legde hij de eerste steen op de plaats van het toekomstige altaar. In januari 2002 koos de primaat een ontwerp van het gebouw, de totale kosten van het bouwplan worden geschat op 40 miljoen euro en bekostigd uit particuliere giften en staatsbijdragen. 
Kardinaal Glemp startte de bouw in november 2002 door een spade naast de hoeksteen in de grond te steken. De verwachting is dat de bouw in 2015 zijn voltooiing vindt. Het gebouw heeft de vorm van een grieks kruis en heeft na de voltooiing een koepel met een hoogte van 75 meter. 26 zuilen zijn in een cirkel om het schip gerangschikt, dat een diameter van 68 meter heeft.

## Afbeeldingen

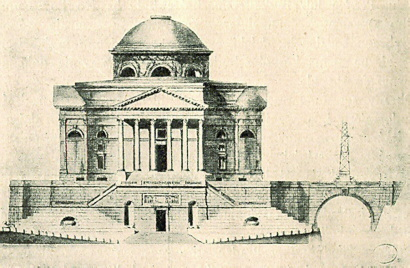
Ontwerptekening 1792
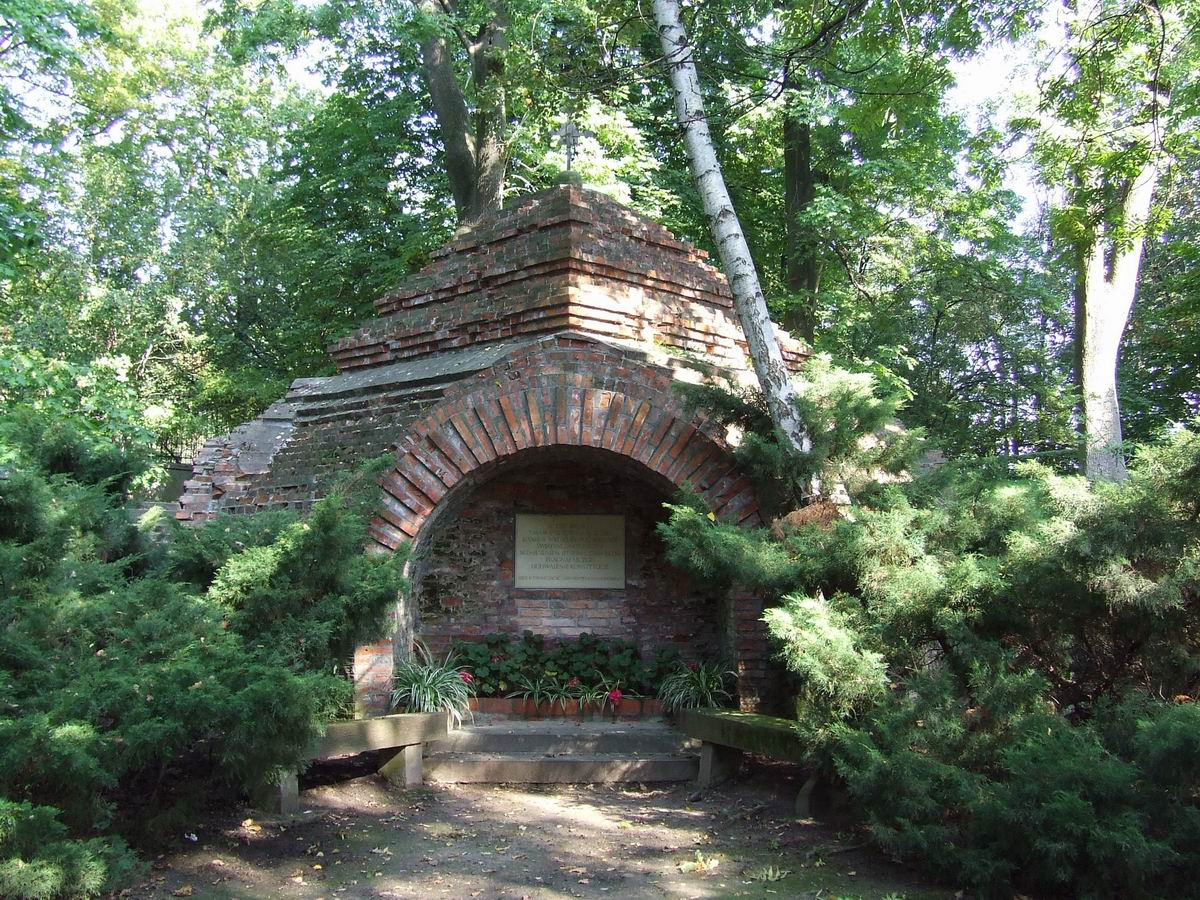
Restant oorspronkelijke tempel
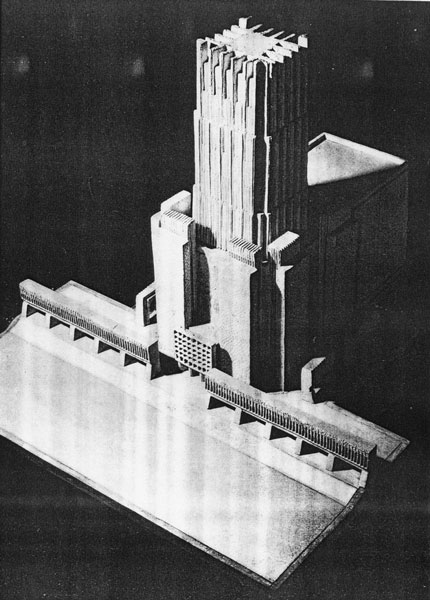
Ontwerp Bohdan Pniewski uit de jaren 1930
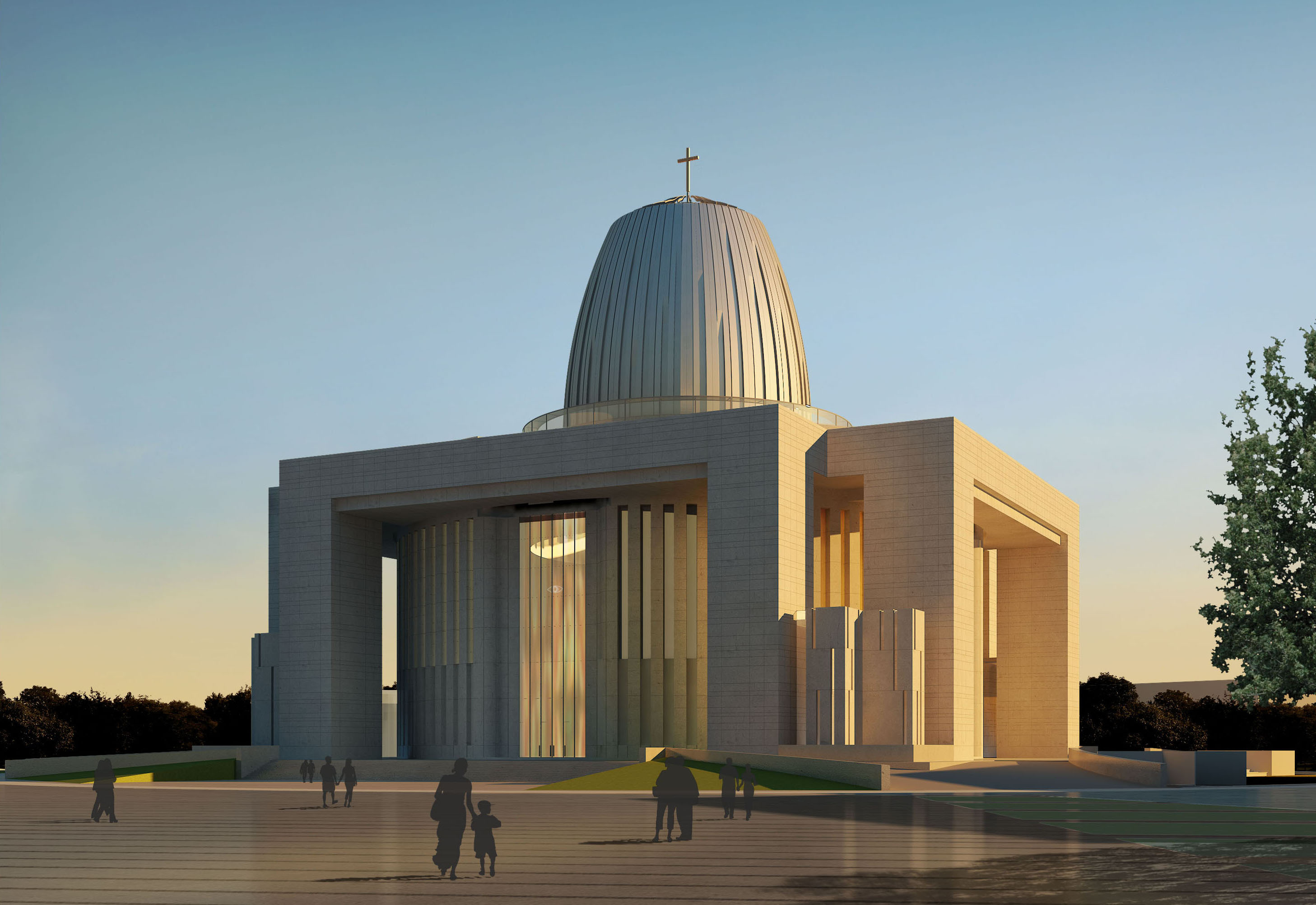
Huidig ontwerp
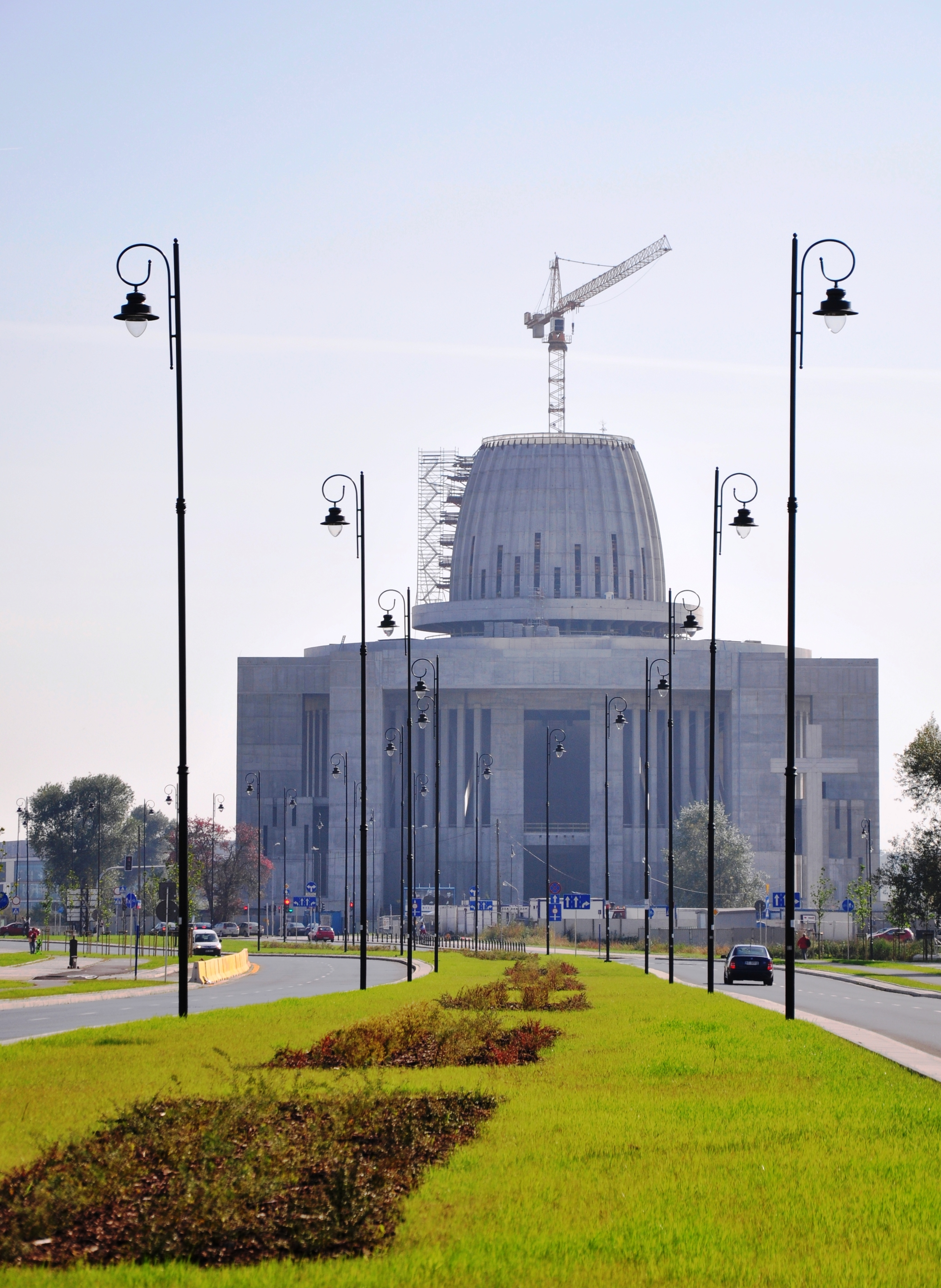
De kerk in aanbouw (2010)
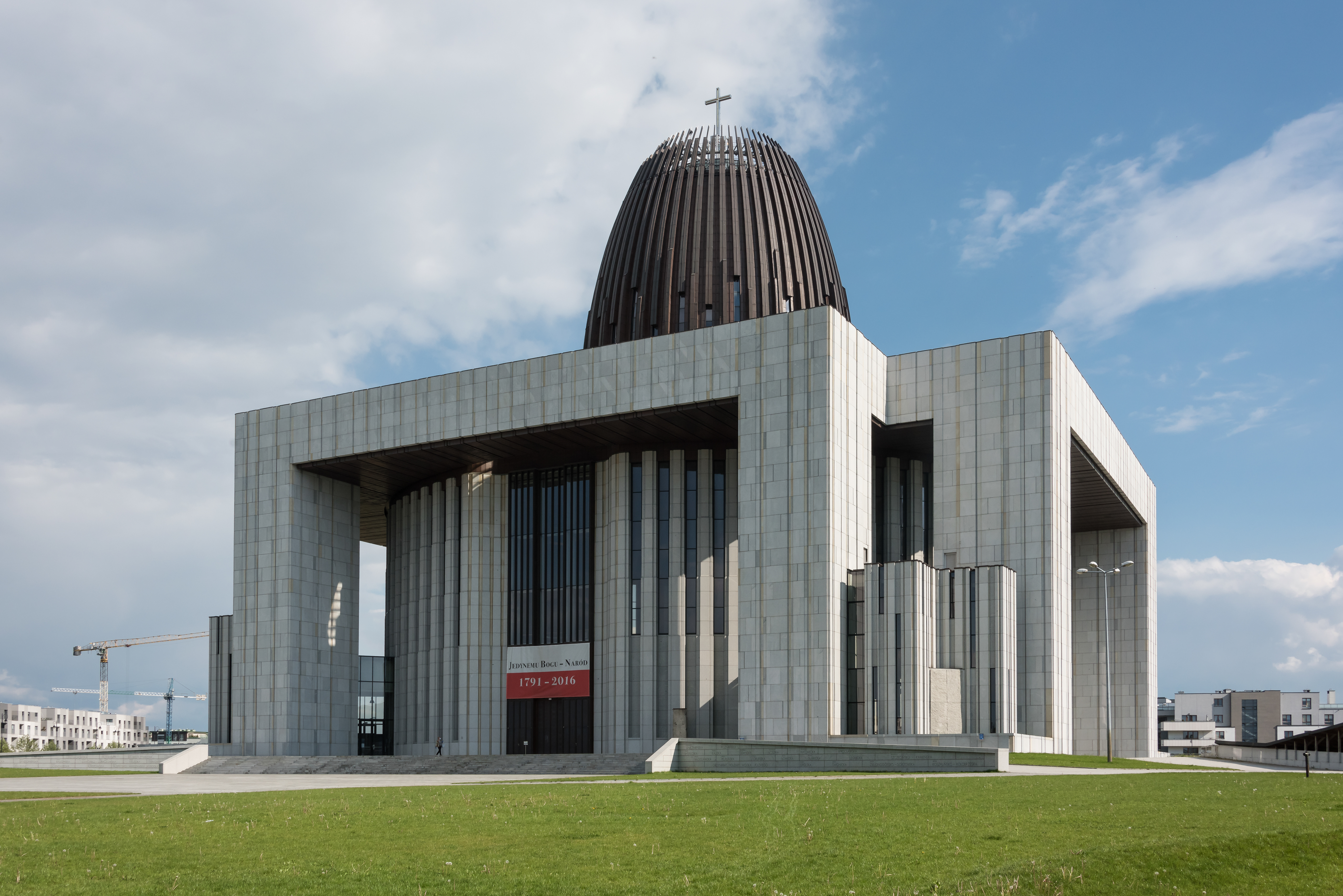
De bouw in 2020